# نوده (رزن)
نوده (رزن)، روستایی از توابع بخش قروه درجزین شهرستان رزن در استان همدان ایران است.

## جمعیت
این روستا در دهستان درجزین سفلی قرار دارد و براساس سرشماری مرکز آمار ایران در سال ۱۳۹۵، خالی از سکنه بوده‌است.